# Stockbäcken
Stockbäcken är ett biflöde till Malån i svenska Lappland och var en flottled fram till 1960-talet.